# 孙友樵
孙友樵（1903年—1992年），安徽婺源（今属江西）人，中华人民共和国工商业者、政治人物，安徽省政协原副主席，第三、四、五、六届全国政协委员。